# گرابیه پولسکیه
گرابیه پولسکیه (به لهستانی:  Grabie Polskie) یک روستا در لهستان است که در گمینا گانبین واقع شده‌است. گرابیه پولسکیه ۲۲۳ نفر جمعیت دارد.